# MAN GL
MAN GL — великотоннажний вантажний автомобіль підвищеної прохідності, що випускався компанією MAN від 1976 до 1981 року.

## Історія
У 1962 році Бундесвер планував замінити свій парк транспортних засобів, який на той час все ще існував з часу створення армії. Бундесвер хотів мати дво—, три-і чотиривісні Амфібії вантажопідйомністю від 4 до 10 тонн. Оскільки була потрібна висока ступінь нової розробки, німецьке Федеральне агентство з оборонних технологій і закупівель (Bundesamt für Wehrtechnik und Beschaffung, BWB) виявилося не в змозі взяти на себе відповідальність за прийняття рішення, тому запропонувало компаніям-учасникам торгів сформувати загальне бюро розробки і узгодити єдиний проект. У 1964 році під керівництвом MAN було утворено «загальне бюро німецької автомобільної промисловості» (Gemeinschaftsbüro der deutschen Nutzfahrzeugindustrie). На борту знаходилися також виробники Klöckner-Humboldt-Deutz (KHD), Büssing, Krupp і Henschel.
12 серпня 1964 року BWB розробила свої вимоги до другого покоління. Специфікація наступного покоління передбачала в основному стандартні комерційні автомобілі з необмеженою прохідністю по пересіченій місцевості, амфібії, з постійним повним приводом, спущеними шинами низького тиску, сталевою кабіною, захистом NBC, багатопаливним двигуном і мінімальним терміном служби в десять років.
Оскільки витрати на закупівлі були б занадто високими, а НАТО встановило новий стандарт, амфібійний, NBC і багатопаливний потенціал були згодом скасовані, а вимоги були знову переглянуті. Корисне навантаження двовісної версії було збільшено до 5 т, глибина броду визначена до 1200 мм, Висота вантажної платформи підвищена до 1650 мм, а двигуни Deutz V8 з повітряним охолодженням з турбонагнітачем і без нього, а також шини розміром 14.00 R 20 були уточнені. Однак навіть ця» урізана " версія була занадто дорогою для всебічних закупівель. Після подальших обговорень було вирішено закупити меншу кількість нещодавно розроблених повнопривідних вантажних автомобілів і доповнити їх низкою майже стандартних вантажних автомобілів. Це означало, що армія закупила шість різних нових моделей вантажівок, спочатку три з них належали до категорії позашляховиків.
4 грудня 1975 року Бундесвер і MAN підписали контракт на поставку спеціальних військових вантажівок, тепер розділених ще на дві категорії. Перший, Categorie I-MAN, 10 T mil gl, був доставлений 29 листопада 1976 року.
Початкове намір полягало в тому, щоб побудувати сімейство автомобілів, які могли б перевозити повні вантажі по суворій місцевості, не відстаючи при цьому від сучасних танків.
Перша випущена модель була 8*8; потім пішли варіанти 6*6 і 4 * 4.
Оригінальний дизайн KAT 1 еволюціонував у MAN SX. Кілька колишніх військових автомобілів MAN GL випущені на ринок уживаних автомобілів в Німеччині.

## Оператори

### Україна
Постачались під час російського вторгнення в 2022 в якості тягачів для гаубиць FH-70.